# Mohana (peuple)
Les Mohana (ourdou : موہانہ) sont les représentants d'un des peuples Sindis vivant au sud du Pakistan, autour du lac Manchar, dans la région du Sind, où ils sont appelés Mohano Mallah Mirbahar Mirani.

## Histoire

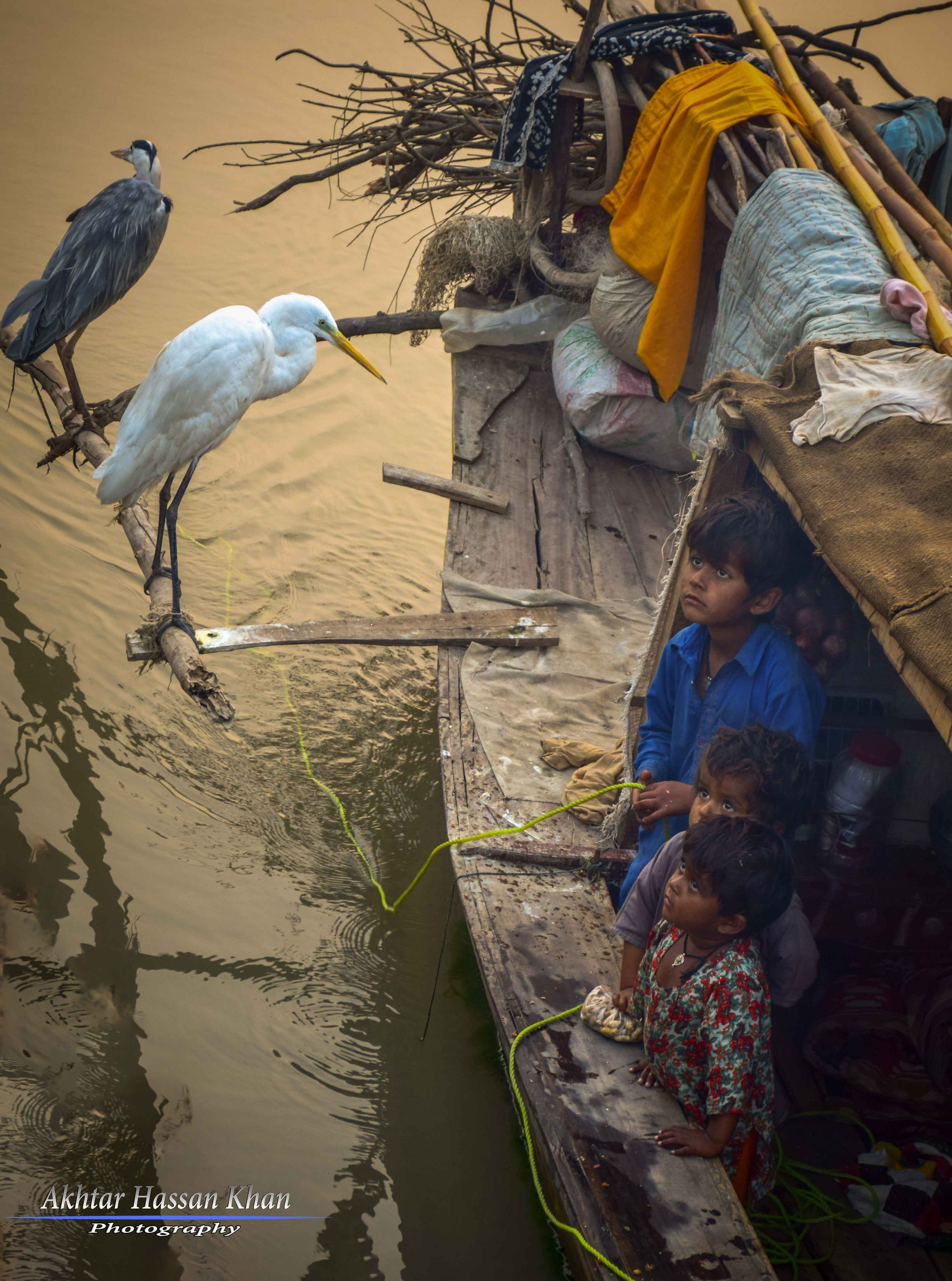
Enfants Mohana sur un boutre aménagé.

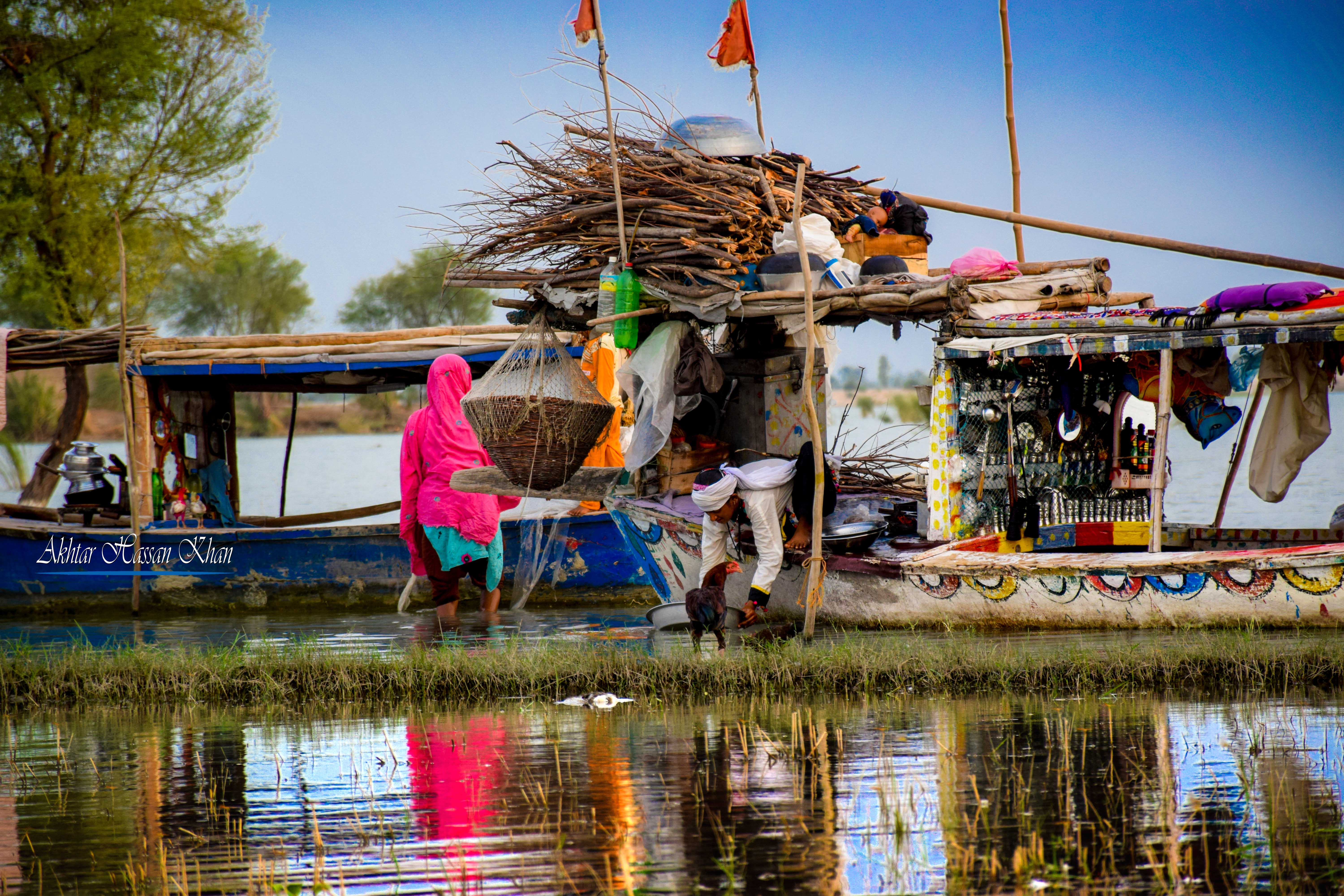
« Bateau-maison » Mohana.

Les Mohana vivent sur des boutres aménagées leur servant d'habitations flottantes sur le lac Manchar, le plus grand lac artificiel du Pakistan avec plus de 250 kilomètres carrés. Leur mode de subsistance traditionnel est la pêche. Les pêcheurs Mohana ont développé des techniques spécialement adaptées à leur habitat, comme la chasse camouflée à l'aide de roseaux, ou de pélicans posés sur leur tête, animaux qu'ils apprivoisent pour pêcher.
Des catastrophes écologiques ont décimé les stocks de poissons, conduisant les Mohana à recourir de plus en plus à la capture de foulques, les seuls oiseaux qu'ils acceptent de consommer. Ils se surnomment le « peuple-oiseau ».
L'éducation des enfants Mohana comprend entre autres l'imitation du chant des oiseaux ; s'ils réussissent l'épreuve du chant, ils sont acceptés dans le cercle des adultes.
Les femmes possèdent un certain pouvoir au sein de ce peuple : elle gère les finances.
Les eaux usées et les pesticides de l'agriculture environnante polluent le lac Manchar et les sécheresses prolongées l'assèchent. En raison de la destruction de leur environnement, le nombre de Mohana est passé de 60 000 à environ 25 000 depuis les années 1990.
Un documentaire, Indus, a été réalisé en 1998 par Yasmina Bauernfeind en partenariat avec la Bayerishen Rundfunks et le gouvernement du Pakistan : un intéressant lien y est établi entre les mythes fondateurs propres à ce peuple et la civilisation de la vallée de l'Indus.
En février 2020, la photoreporter Sarah Caron a réalisé un documentaire sur les derniers Mohana, elle témoigne : « Confrontés à des disettes récurrentes et à de violentes inondations, hommes, femmes et enfants sont de plus en plus affaiblis et souvent victimes du paludisme et de la tuberculose. Privés des ressources liées à la pêche, ces nomades venus du fond des temps sont contraints de quitter leur habitat traditionnel sur l’eau, les « bateaux-maisons », pour se sédentariser sur les rives dans des villages de huttes faites de boue séchée et de roseaux. La détresse de ce peuple unique et l’inéluctable compte à rebours annonçant la fin de leur mode de vie m’ont tellement serré le cœur que j’aimerais, à travers mes photographies, alerter le public sur la tragédie que vivent les Mohana, mais aussi faire réagir les décideurs locaux pakistanais afin d’enrayer ce drame à la fois humain et environnemental. Il y a urgence à sauver les derniers Mohana, peuple millénaire ».